# Sahambavy
Sahambavy je podeželska občina in naselje na Madagaskarju. Spada v okrožje Lalangina, ki je del regije Haute Matsiatra. Občina je imela leta 2018 ocenjeno 19.403 prebivalcev.
V mestu sta na voljo osnovno in srednješolsko izobraževanje. Večina 58 % prebivalcev občine je kmetov, dodatnih 30 % pa se preživlja z živinorejo. Najpomembnejši pridelki so riž, druga pomembna kmetijska proizvoda pa sta manioka in krompir. Industrija in storitve zagotavljajo zaposlitev za 10 % oziroma 2 % prebivalstva.
V tej občini je plantaža čaja na Madagaskarju. Obsega skoraj 500 hektarjev. Glavnino proizvodnje izvozijo v Kenijo. Ustanovljena je bila leta 1970.

## Geografija
Podeželska občina Sahambavy s površino približno 192,38 km² spada v regijo Matsiatra Ambony in je del okrožja Lalangina. Leži 23 km vzhodno od Fianarantsoe in 13 km od magistralne ceste RN 7, ki gre mimo Ambalakelyja. Prečka jo tudi železnica, ki povezuje Fianarantsoa z Manakaro. Sahambavy izstopa predvsem po čajnem polju, ki je edinstveno na Madagaskarju, pa tudi po umetnem jezeru, ki je postalo atrakcija.
Podeželska občina Sahambavy meji na severu na podeželsko občino Andro, na jugu na podeželsko občino Fandrandava, na jugovzhodu na podeželsko občino Alatsinainy Ialamarina in na zahodu na podeželsko občino Mahatsinjony.

## Zgodovina

### Toponimija občine
Malgaško ime Sahambavy dobesedno pomeni 'polje žensk'. Ime občine je izposojeno po reki Sahambavy, ki izvira sredi visoke ostre trave, imenovane vendrana, ki je služila kot obzidje naselitvenega območja treh kraljevih hčera in njihovih služabnikov, ki so bili tam v Igodoni. Grozni sovražniki, imenovani Marovongo, niso mogli napasti te kraljeve domene Igodona (ki je trenutno na severozahodu Fokontanya Antanifotsyja), saj so tri princese prepovedale kakršen koli človeški izhod iz njihovega fevda. Od takrat je bilo priznano, da je bila »reka resnično polje žensk, saj se je uprla zli moči Marovongov«.
Leta 1926 je bila med odprtjem železniške proge Fianarantsoa-Côte Est (FCE) ustanovljena železniška postaja Sahambavy.
SIDEXAM, lastnik plantaže čaja, je imel isto ime, ki se je v kolonialnem obdobju imenovalo »Dežela naseljencev Sahambavy«, ki je leta 1947 postalo »Dežela Malgašev«.
Med nastankom občine je bilo slavno ime izbrano v spomin na zgodovino.

### Izvor prebivalstva
Današnje prebivalstvo Sahambavyja izvira iz nekdanje vasi Ambohipo, iz katere je Sahambavy nastal s širjenjem naselja. Migracije k obdelovalni zemlji in možnosti po zaslužku je povzročil mešanje plemen, tako so danes v Sahambavyju najštevilčenjša plemena Merina, Antandroy, Tanala, Antesaka in Betsileo.

## Gospodarstvo
Prebivalstvo občine Sahambavy živi od kmetijstva. Glavna dejavnost prebivalstva se vrti okoli nabiranja čajnih listov, iz katerih se pridobivata ranomboafotsy in sahambavy čaj, ki sta najbolj znana. To je edina plantaža čaja na Madagaskarju s skoraj 500 hektarji nasadov, ustvarjenih v 1970-ih s potaknjenci iz Kenije, katerih 80 % proizvodnje se izvozi v to državo. Plantažo čaja, ki je postala turistična destinacija, upravlja podjetje SIDEXAM. Mesto privablja turiste tudi zaradi edinega hotelskega obrata, ki je južno od mesta, Lac Hôtel.
- Plantaža čaja
- Tovarna čaja Sahambavy
- Glavna hiša Lac Hôtel
- Prebivalci Sahambavyja